# Deutsche Geologische Gesellschaft – Geologische Vereinigung
Die Deutsche Geologische Gesellschaft – Geologische Vereinigung (DGGV) ist die größte Vereinigung deutscher Geologen und anderer Geowissenschaftler. Sie entstand Anfang 2015, als sich die Deutsche Gesellschaft für Geowissenschaften (gegründet 1848/2004) und die Geologische Vereinigung (1910) zusammenschlossen. Die Wurzeln der DGGV reichen bis in das Jahr 1848 zurück, als die Deutsche Geologische Gesellschaft (DGG) in Berlin gegründet wurde.
Die DGGV ist eine internationale, nicht auf Gewinn ausgerichtete geowissenschaftliche Organisation mit mehr als 3600 Mitgliedern aus etwa 65 Ländern. Ihre Hauptaufgabe ist die Förderung der Geowissenschaften – insbesondere der Geologie – in Forschung und Lehre, in Wirtschaft und Verwaltung sowie die Veröffentlichung wissenschaftlicher Erkenntnisse. Für die Anerkennung „hervorragender Forschungsarbeiten“ und „guter Kommunikation der Ergebnisse“ vergibt die DGGV Ehrungen und Preise.
Sie ist affiliiertes Mitglied der International Union of Geological Sciences (IUGS) und assoziiert mit der Geological Society of America (GSA). Mit dem Berufsverband Deutscher Geowissenschaftler (BDG) besteht eine Kooperationsvereinbarung. Die DGGV ist Gründungsmitglied des seit 2015 bestehenden Dachverbandes der Geowissenschaften (DVGeo).

## Geschichte

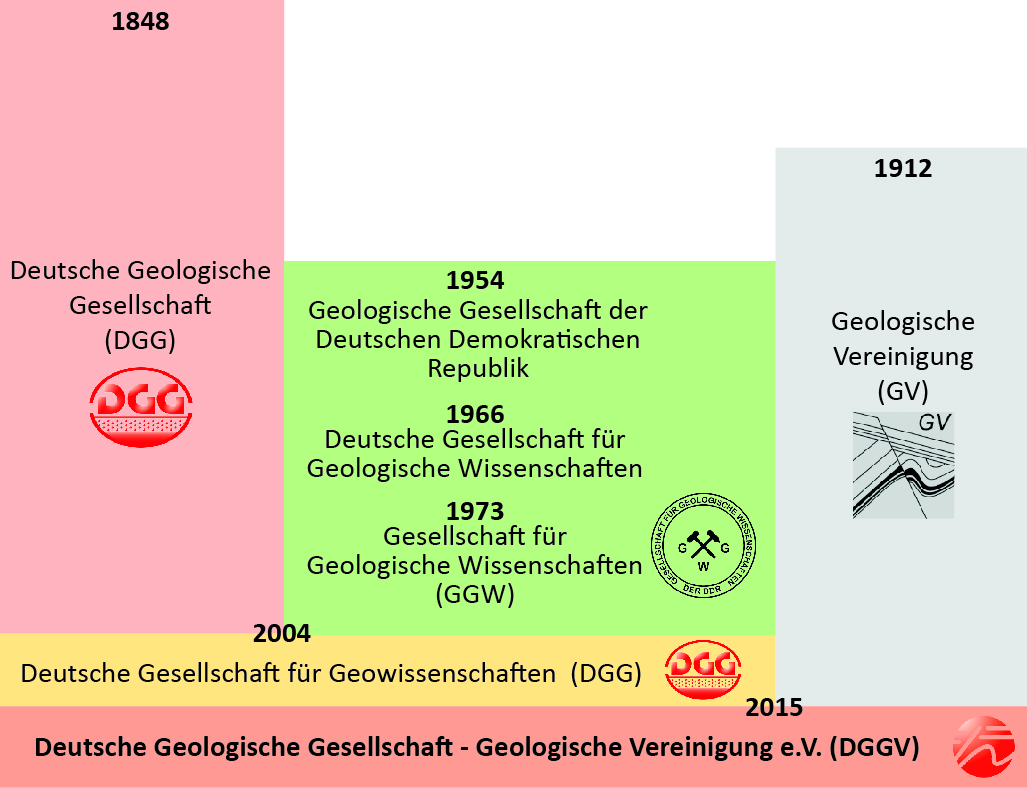
Grafik zur Geschichte der DGGV

Als älteste Vereinigung deutscher Geologen entstand 1848 die Deutsche Geologische Gesellschaft (DGG). Im Jahre 2004 schloss sich die DGG mit der 1954 in der damaligen DDR gegründeten Gesellschaft für Geowissenschaften (GGW) zur ebenfalls mit DGG abgekürzten Deutschen Gesellschaft für Geowissenschaften e. V.
zusammen. Zum 1. Januar 2015 schlossen sich die Deutsche Gesellschaft für Geowissenschaften (DGG) und die 1910 gegründete Geologische Vereinigung zur Deutschen Geologischen Gesellschaft – Geologische Vereinigung e. V. (DGGV) zusammen.

## Struktur seit 2016
Seit der ersten Jahresversammlung wird die DGGV von einem Präsidium und einem Beirat geleitet, deren Mitglieder aus Hochschulen und Forschungsinstituten, aus der Wirtschaft sowie aus geologischen Diensten kommen. Die Interessen der studentischen Mitglieder vertritt ein von diesen gewähltes Beiratsmitglied.
Derzeitige Präsidenten sind Ralph Watzel (Bundesanstalt für Geowissenschaften und Rohstoffe (BGR)), Claudia Trepmann (LMU München), Uta Alisch (GLU Freiberg/Berlin) und Gianreto Manatschal (Université de Strasbourg, Frankreich). Schatzmeister und Geschäftsführung: Heinz-Gerd Röhling (DGGV, Berlin). Die Geschäftsstelle der DGGV befindet sich in Berlin.
An die DGGV sind eine Reihe von Fachsektionen assoziiert oder mit ihr affiliiert.

## Weitere Aufgaben der Gesellschaft
Zu den eingangs genannten Hauptzielen hat sich die DGGV noch weiteren Aufgaben verschrieben:
- Angebot von geowissenschaftlicher Expertise für öffentliche und wirtschaftliche Belange
- internationale Kooperation zwischen Wissenschaftsorganisationen, Instituten und Vereinigungen
- Ideenaustausch zwischen jungen und erfahrenen Geowissenschaftlern, insbesondere durch
  - Organisation wissenschaftlicher Tagungen wie z. B. den jährlichen Jahrestagungen,
  - Förderung von Kompaktkursen und Organisation von Exkursionen,
  - Publikation von Fachzeitschriften (ZDGG, IJES, SDGG, EDGG, Geohistorische Blätter) und Monografien.
- Stipendien für begabte Nachwuchswissenschaftler aus allen Teilgebieten der Geologie
- Stellungnahmen zu Problemen und Veränderungen in den Geowissenschaften, auch in Kooperation mit dem Berufsverband Deutscher Geowissenschaftler (BDG).

## Fachzeitschriften der DGGV
Die Deutsche Geologische Gesellschaft – Geologische Vereinigung (DGGV) und ihre Fachsektionen geben zahlreiche Publikationen heraus. Wissenschaftliche Produkte der Muttergesellschaft sind beispielsweise die Zeitschriften der DGGV, insbesondere die seit 1848 bestehende Journal of Applied and Regional Geology, sowie das IJES (International Journal of Earth Sciences / Geologische Rundschau), das seit 1910 herausgegeben wird. Beide Publikationsorgane stehen für Publikationen offen.
Von der DGGV werden auch die SDGG (Schriftenreihe der DGG) sowie die EDGG (Exkursionsführer und Veröffentlichungen der DGG) weitergeführt. Zusätzlich erscheinen die Informationen und Nachrichten der Gesellschaft vierteljährlich in den Geowissenschaftlichen Mitteilungen (GMit) an deren Herausgabe weitere Geo-Gesellschaften beteiligt sind. Die Geohistorischen Blätter werden vom Arbeitskreis Geschichte der Geowissenschaften der DGGV herausgegeben.

## Alljährliche Forschungspreise und Auszeichnungen der Gesellschaft und ihrer Stiftungen
Die DGGV vergibt jährlich mehrere Preise und Auszeichnungen.
Die Leopold-von-Buch-Plakette (gestiftet 1946 von der Deutschen Geologischen Gesellschaft) wird an Geowissenschaftler für herausragende Gesamtleistungen in den Geowissenschaften verliehen.
Die Gustav-Steinmann-Medaille (gestiftet 1937 von der Geologischen Vereinigung) wird an Geowissenschaftler für herausragende Gesamtleistungen in den Geowissenschaften verliehen.
Die Serge-von-Bubnoff-Medaille (gestiftet 1958 von der Gesellschaft für Geologische Wissenschaften) wird an Personen verliehen, die sich bei der Vermittlung komplexer geowissenschaftlicher Zusammenhänge und Grundlagen sowie der öffentlichen Darstellung der Geowissenschaften besondere Verdienste erworben haben.
Die Eugen-Seibold-Medaille wird an Geowissenschaftler für herausragende wissenschaftliche Leistungen auf dem Gebiet der Geowissenschaften (eine besonders herausragende Einzelveröffentlichung oder eine Gruppe von Veröffentlichungen oder Vergleichbares) vergeben.
Der Hans-Cloos-Preis bzw. -Stipendium (gestiftet 2000 von der Geologischen Vereinigung) wird an Nachwuchswissenschaftler der Geowissenschaften verliehen, die zum Zeitpunkt der Nominierung nicht älter als 35 Jahre sein sollen.
Der Hermann-Credner-Preis bzw. -Stipendium (gestiftet 1911 von Hermann Credner), wird an herausragende Nachwuchswissenschaftler (kurz vor oder nach der Habilitation oder ähnlicher Leistung) zur Förderung weiterer Forschungsarbeiten vergeben.
Der Rolf und Marlies-Teichmüller-Preis bzw. -Stipendium (gestiftet 1993 von Rolf und Marlies Teichmüller) wird für herausragende Arbeiten auf dem Gebiet der Kohlenpetrologie verliehen.
Die Preise Hans-Stille-Medaille und Abraham-Gottlob-Werner-Medaille werden seit 2016 nicht mehr vergeben.

## Bibliothek und Archiv
Bereits bei der Gründung der Deutschen Geologischen Gesellschaft war von den Gründervätern der Gesellschaft die Schaffung einer DGGV-Bibliothek vorgesehen. Dies wurde auch von der Gründungsversammlung in der Satzung verankert. Die bereits 1849 geschaffene "DGG-Bibliothek" befand sich nach Gründung der Preußischen Geologischen Landesanstalt in deren Räumlichkeiten. Nach dem Ende des Zweiten Weltkrieges war sie dann an der Bundesanstalt für Geowissenschaften (BGR) in Hannover beheimatet, bevor sie 1994 als Dauerleihgabe in der Bereichsbibliothek Golm der Bibliothek der Universität Potsdam aufgestellt wurde. Dort steht die Bibliothek bis heute allen Mitgliedern der Gesellschaft zur Verfügung und ist auch öffentlich zugänglich.
Im Zentrum der heutigen DGGV-Bibliothek stand von Beginn an der Schriftentausch mit geologischen Institutionen und Fachgesellschaften rund um den Globus. Die Tauschpartner schicken ihre Publikationen und erhalten ihrerseits die Printprodukte der DGGV zur Aufstellung in ihren Beständen. Dementsprechend bilden geologiebezogene Periodika und Serien sowie geologische Karten den Kern der Bibliothek der DGGV. Ebenso haben viele Mitglieder durch Buchspenden zum Wachstum der Bibliothek beigetragen! Die DGGV-Bibliothek umfasst heute mehr als 100.000 Bände, Bücher und Karten. Zum größten Teil befinden sich die Medien in Freihandaufstellung und sind über den Online-Katalog und das grafische 3D-Ortungs-System aus jeder Lage zu erreichen.
Die Gesellschaft pflegt – auch schon durch ihre Vorgänger-Organisationen – eine enge Zusammenarbeit mit dem Geologen-Archiv an der Universitätsbibliothek Freiburg. Es wird aus den privaten Beständen von DGGV-Mitgliedern gespeist und ist neben allgemeinen Inhalten eine Fundgrube für die Geschichte der Geologie. Das Archiv wurde 1972 der Universität Freiburg übergeben und hat sich seither auf über 100.000 Dokumente verdreifacht, darunter Biografien von fast 3.000 Geologen. Sie sind über ein Informations- und Suchsystem zugänglich.

## Digitale Geologie
Die DGGV hat im Jahr 2020 begonnen, mehrere Aktivitäten bezüglich der Digitalisierung in den Geowissenschaften zu fördern. Im Rahmen dieser Initiative wurde Nils Moosdorf (Leibniz-Zentrum für Marine Tropenforschung (ZMT), Bremen) für den Aufgabenbereich "Digitalisierung" in den erweiterten Vorstand aufgenommen. Die DGGV unterstützt des Weiteren die von der Universität Bonn entwickelte Smartphone-Anwendung OutcropWizard und hat im Februar 2021 das Projekt 30 Geotope3 initiiert. Hintergrund des Projektes ist die Bewerbung des 175-jährigen Bestehens der Gesellschaft bzw. ihrer Vorgängergesellschaften im Jahr 2023. Im Rahmen des Projektes soll verdeutlicht werden, dass Aufschlüsse die primären Informationsquellen in der Geologie sind und wie diese mit modernen Methoden dokumentiert werden können. Es gelingt der Brückenschlag von der klassischen zur modernen Geologie. Das Projekt 30 Geotope3 will die optisch ansprechendsten und wissenschaftshistorisch bedeutendsten Aufschlüsse Deutschlands dokumentieren. Der Fokus liegt dabei auf der digitalen und dreidimensionalen Aufnahme. Die Aufschlüsse werden mit Hilfe von Kameras (inklusive Drohnen und 360 Grad-Kameras), durch den Einsatz von Laserscannern und d-GPS georeferenziert erfasst. Das Projekt bindet viele geowissenschaftliche Institutionen, wie Geoparks, geologische Landesämter und Hochschulen ein und ist damit standortübergreifend. Als erstes Geotop wurde im Februar 2021 der Teufelstisch im Dahner Felsenland präsentiert.